# Nataša Andonova
Nataša Andonova (Negotino, 1993. december 4. –) macedón válogatott női labdarúgó, a Levante támadója.

## Pályafutása

### Klubcsapatokban
Andonova a macedón Tikvešanka csapatában kezdett el futballozni, majd 2010-ben a Borec csapatához szerződött. 2011-ben a német Turbine Potsdam csapata szerződtette, amelynek egészen 2015-ig volt tagja. 2015 és 2017 között a svéd Rosengård, majd 2017-ben néhány hónapig a francia Paris Saint-Germain labdarúgója volt. 2017 és 2019 között a Barcelonaban futballozott; a klubbal spanyol kupát nyert, valamint 2019-ben döntős volt a Bajnokok Ligájában. 2019-ben a spanyol Levante csapatához szerződött.

### A válogatottban
2008-ban mutatkozott be a macedón felnőtt válogatottban. 2010-ben a macedón csapatban pályára lépett a hazai rendezésű U19-es női labdarúgó-Európa-bajnokságon, ahol a torna legjobb játékosának választották meg.

## Sikerei

### Klubcsapatokban
Német bajnok (1):
- Turbine Potsdam (1): 2011–12

 Svéd bajnok (1):
- Rosengård (1): 2015

 Svéd szuperkupa-győztes (1):
- Rosengård (1): 2016

 Spanyol kupagyőztes (1):
- Barcelona (1): 2018

Bajnokok Ligája döntős (1):
- Barcelona (1): 2018–19